# ウルグアイ内戦
ウルグアイ内戦（ウルグアイないせん、英：Uruguayan Civil War）は、モンテビデオを巡るウルグアイのコロラド党とブランコ党の内戦である。大戦争（だいせんそう、西：Guerra Grande）とも呼ばれる。
なお、コロラド党にはラ・プラタ川の通行権などを巡ってアルゼンチンと対立していたイギリス、フランスと、ウルグアイを再び併合したいブラジル帝国、及びイタリア人ジュゼッペ・ガリバルディの赤シャツ隊が、ブランコ党にはアルゼンチン連合をコントロールしていたブエノスアイレス州知事フアン・マヌエル・デ・ロサスが肩入れしていた。

## 開戦の経緯
前史として連邦同盟の項を参照されたい。
1828年にシスプラティーナ戦争の結果としてウルグアイが独立すると、緩衝国として独立したウルグアイはたちまちブラジル帝国、アルゼンチンの二大国によって翻弄された。1828年に独立した「ウルグアイ東方共和国」の初代大統領には、後にコロラド党を創設するフルクトゥオソ・リベラが就任した。リベラは自由主義的、つまり反アルゼンチン的な政策を採って、1829年にアルゼンチンの権力を握った、フアン・マヌエル・デ・ロサスに追われた統一派（中央集権派）のアルゼンチン人亡命者を受け入れたが、ロサスがこれを座視できるはずもなく、この時点で既に後の戦争の舞台は用意されていたといえる。
1836年までにウルグアイでは現代まで続く二大政党が誕生したが、それぞれ自由主義のコロラド党がモンテビデオの都市民（特にイタリア系移民を支持層にしていた）の支持を背景に親ブラジル派政策を、保守主義のブランコ党が農村部の従来のスペイン系市民の支持を背景に親アルゼンチン派政策を採っていた。
1835年に内陸部の連邦派指導者、フアン・ファクンド・キロガが暗殺されると、混乱を収めるために保守的な連邦派のカウディージョ、ロサスが議会に請われてブエノスアイレス州知事に返り咲き、事実上のアルゼンチンの支配者となった。一方、ロサスと個人的に親しかったブランコ党の党首マヌエル・オリベはこのアルゼンチンの連邦派の立場に近く、33人の東方人を率いてブラジルとの戦争を戦ったフアン・アントニオ・ラバジェハもこの立場に近かった。つまり、ウルグアイとアルゼンチンの連邦主義による連合を望んでいたのであり、パラグアイ、ウルグアイをアルゼンチンの領土だと考えていた大アルゼンチン主義者のロサスがブランコ党を支持するのも当然であった。
1830年代当時の英仏二大列強はラ・プラタ川流域に進出することを目論んでいた。既に1833年にはイギリス軍によってマルビナス諸島が占領されていたが、1838年にフランス人の徴兵問題を巡ってロサスと対立したフランスが、パタゴニアを占領するとの脅しをかけてブエノスアイレスを海軍で包囲した際に、当時ウルグアイ大統領だったオリベがロサスに好意的な態度をとると6月15日、リベラや亡命アルゼンチン統一派はフランス軍の介入を求めた。1838年の10月にオリベはフランスの軍事介入を理由に大統領を辞任すると、コロラド党のリベラ政権が樹立された。
自由主義のリベラ政権が樹立されると、アルゼンチン統一派はモンテビデオに亡命政府を樹立した。フランスはコロラド党を支援することで、ラ・プラタ地域に進出するための傀儡政府を樹立しようと考え、密かにこれを支援していた。ロサスはこのコロラド党政権を承認することなど到底出来なかったために、1839年、リベラはアルゼンチンに宣戦布告した。

## 大包囲
1840年にアルゼンチンの亡命者はウルグアイからアルゼンチン北部に侵入しようとしたが、これは失敗した。当初戦線はアルゼンチン国内が中心だったが、1842年12月6日、マヌエル・オリベはフルクトゥオソ・リベラ軍をエントレ・リオス州のアロヨ・グランデの戦いで破ると戦線はウルグアイ国内に移行し、ブランコ党軍がモンテビデオの包囲に入った。
アロヨ・グランデの戦いでウルグアイ政府軍（コロラド党軍）が壊滅すると、オリベとフスト・ホセ・デ・ウルキーサに指揮されたアルゼンチン軍は1843年10月にモンテビデオの包囲に入った。
包囲は9年間続き、5,000人の解放奴隷と、亡命者がモンテビデオ市の守備に就き、イギリスも物資を補給するなどしてこれを支援した。9月にはインディア・ムエルタの戦いに敗れたリベラがブラジルに亡命した。英仏海軍は1845年の8月から1845年の12月までブエノスアイレス港を封鎖し、モンテビデオ港を守備した。この包囲の様子はアレクサンドル・デュマ・ペールをして『新トロイ』と言わしめた。
当時モンテビデオで数学の教師をしていたイタリア人のジュゼッペ・ガリバルディは、1842年6月にアルゼンチンのサンタフェ州とコリエンテス州がロサスの独裁に反対して独立を宣言した時は、コロラド党軍の将軍として両州を併合するために派遣されていたが、このガリバルディに率いられたフランス人とイタリア人の義勇兵はコロラド党軍と共にモンテビデオ市を守備し、それだけには止まらずにサルトなどを拠点にしてロサス軍へのゲリラ戦を行い、世界でのゲリラ指導者としてのガリバルディの名声は高まった。しかし、このようなガリバルディの活躍などによりもたらされた、英仏軍に対して不安定なアルゼンチンは屈するだろうという世界各国の大方の見込みは結局覆り、1849年にはイギリスが、1850年にはフランスがそれぞれロサスの頑強な抵抗に対する敗北を認め、撤退した。

## リトラル・パラグアイの動向
ロサスがラ・プラタ川に鎖を巻きつけて海外貿易の封鎖を実行すると、上流のリトラル三州や1838年にパラグアイに併合されていたミシオネス州は海外貿易を封鎖され、困窮することになった（尤も後に自由貿易が導入されると、現地の産業が競争に負けて崩壊し、当該地域はさらに困窮することになる）。
リトラル三州はこのために反ロサス運動が度々起きていたが、この黒幕がパラグアイだった。既に1820年の連邦派によるエントレ・リオス共和国の樹立にもパラグアイの支援があったと言われているが、ロサスはこのことに気付くと1845年、カルロス・アントニオ・ロペスの統治するパラグアイに対しても交易禁止政策を採り、1845年から1846年にかけて干戈を交えたこともあった。結局パラグアイの鎖国策はロサス失脚後まで続くことになる。

## 終結
1851年5月にロサスがラ・プラタ川の封鎖を決定すると、それまで連邦主義者としてロサスの腹心だったエントレ・リオス州知事だったカウディージョ、フスト・ホセ・デ・ウルキーサはロサスに着いて行くのをやめる決意をした。既に1850年には私戦によりコリエンテス州を征服していたが、1851年、ウルキーサはそれまで敵対していたブラジル帝国、及びコロラド党と同盟してロサスに反旗を翻し、ブラジル軍も直接介入してウルグアイの地を踏んだ。なお、この同盟にはウルグアイをアルゼンチンに併合されることを恐れたブラジル側の意向が強かった。
ウルキーサはまず1851年10月にモンテビデオを包囲していたブランコ党軍を破ってコロラド党を政権に就け、この時点で内戦は終結した。その後ブラジル軍をウルグアイ領内に待機させたままコロラド党軍と共にアルゼンチンに進入し、1852年2月2日、ブエノスアイレス郊外のカセーロスの戦いでロサスを破り、アルゼンチン連合の最高権力者となった。ロサスは間もなくイギリス船に乗り込み、娘と共に亡命した。ロサスはその後イギリスで困窮の内に死去した。
この戦争でウルグアイはブラジルに大きな借りを負い、クアレイム川 （ウルグアイ川の北方左岸、現ブラジルのリオ・グランデ・ド・スル州となっている地域）の176,000km²の領有権を放棄させられ、東部の国境をメリン湖とジャグアロン川のラインまで国境線を縮小することを認めさせられた。また、ウルグアイはこの後もコロラド党とブランコ党の争いが続き、これは最終的にパラグアイでの三国同盟戦争に繋がった。